# Шелбі Роджерс
Шелбі Роджерс (англ. Shelby Rogers; нар. 13 жовтня 1992) — американська тенісистка.
Шелбі почала займатися тенісом у 6-річному віці. Її першим значним успіхом у WTA турі став вихід до чвертьфіналу Відкритого чемпіонату Франції 2016.

## Фінали турнірів WTA

### Одиночний розряд 2 (2 поразки)
| Результат | No. | Дата           | Турнір                               | Поверхня | Супротивниця       | Результат     |
| --------- | --- | -------------- | ------------------------------------ | -------- | ------------------ | ------------- |
| Поразка   | 1.  | 13 липня 2014  | Gastein Ladies, Бад-Гаштайн, Австрія | ґрунт    | Андреа Петкович    | 3–6, 3–6      |
| Поразка   | 2.  | 21 лютого 2016 | Rio Open, Ріо-де-Жанейро, Бразилія   | Clay     | Франческа Ск'явоне | 6–2, 2–6, 2–6 |

### Парний розряд 1 (1 поразка)
| Результат | No. | Дата          | Турнір                            | Поверхня | Партнер       | Супротивниці                                | Рахунок          |
| --------- | --- | ------------- | --------------------------------- | -------- | ------------- | ------------------------------------------- | ---------------- |
| Поразка   | 1.  | 19 April 2015 | Copa Colsanitas, Богота, Колумбія | Ґрунт    | Ірина Фалконі | Паула Крістіна Гонсальвеш Беатріц Аддад Мая | 3–6, 6–3, [6–10] |